# Захід штату Ріу-Гранді-ду-Норті (мезорегіон)
Захід штату Ріу-Гранді-ду-Норті (порт. Mesorregião do Oeste Potiguar) — адміністративно-статистичний мезорегіон в Бразилії, входить в штат Ріу-Гранді-ду-Норті. Населення становить 781 439 чоловік на 2006 рік. Займає площу 21 167,130 км². Густота населення — 36,9 чол./км².

## Склад мезорегіону
В мезорегіон входять наступні мікрорегіони:
1. Шапада-ду-Аподі
2. Серра-ді-Сан-Мігел
3. Моссоро
4. Пау-дус-Феррус
5. Умарізал
6. Медіу-Оести
7. Валі-ду-Асу

| Бразилія | Це незавершена стаття з географії Бразилії. Ви можете допомогти проєкту, виправивши або дописавши її. |